# Estado de carga
El estado de carga (SoC) cuantifica la capacidad restante disponible en la batería en un momento dado y en relación con un determinado estado de envejecimiento. Suele expresarse en porcentaje (0% = vacía; 100% = llena). Una forma alternativa de la misma medida es la profundidad de descarga (DoD), calculada como 100 - SoC (100% = vacía; 0% = llena). Se refiere a la cantidad de carga que puede consumirse si la célula está totalmente descargada. El estado de carga se utiliza normalmente cuando se habla del estado actual de una batería en uso, mientras que la profundidad de descarga se utiliza más a menudo para hablar de una variación constante del estado de carga durante ciclos repetidos